# 18. avgust
18. avgust je 230. dan leta (231. v prestopnih letih) v gregorijanskem koledarju. Ostaja še 135 dni.

## Dogodki
- 293 pr. n. št. – Dograjen je bil najstarejši znan rimski tempelj boginji Veneri
- 1018 – Padla je še zadnja trdnjava bolgarskega upora pri gori Tomor v današnji Albaniji proti Bizantinskemu cesarstvu; upor je bil s tem popolnoma zatrt in ozemlje Bolgarov v celoti vključeno v meje Bizantinskega cesarstva.
- 1201 – Ustanovljeno je bilo mesto Riga.
- 1572 – V želji, da bi spravili katoličane in protestante, sta se poročila hugenotski kralj Henrik IV. Francoski in Marguerite de Valois.
- 1587 – Rodila se je Virginia Dare, prvi otrok angleških priseljencev v Severni Ameriki.
- 1634 – V Loudunu, Francija, so obsodili čarovništva in živega zažgali duhovnika Urbaina Grandiera.
- 1812 – Napoleon je pri Smolensku premagal rusko vojsko.
- 1896 – Francija si je priključila Madagaskar.
- 1914 – Predsednik ZDA Woodrow Wilson je izdal Razglasitev nevtralnosti.
- 1934 – V gorički vasi Ženavlje je zasilno pristal stratosferski balon z belgijskima raziskovalcema Maxom Cosynsom in Nerem van der Elstom.
- 1941 – Na radiu so prvič predvajali pesem Lili Marleen.
- 1943:
  - Začela so se tajna ameriško-italijanska pogajanja o premirju.
  - Portugalska je privolila, da ZDA postavijo vojaške baze na Azorih.
- 1944 – Stavka PTT v Parizu.
- 1946 – Na puljski plaži Vergarola je eksplodirala skladovnica morskih min.
- 1960 – V ZDA je prišla na trg prva kontracepcijska tableta.
- 1966 – Na Kitajskem se je začela velika proletarska kulturna revolucija.
- 1976 – V Korejski demilitarizirani coni v Panmunjeomu sta bila v incidentu ubita dva ameriška vojaka.
- 2008 – Pakistanski predsednik Pervez Mušaraf je zaradi pritiska opozicije odstopil.

## Rojstva
- 1414 – Nour-od-Din Abd-or-Rahman-e Jami, perzijski učenjak, mistik, pesnik († 1492)
- 1450 – Marko Marulić, hrvaški pesnik, humanist († 1524)
- 1596 – Jean Bolland, belgijski zgodovinar († 1665)
- 1703 – Ferdinand Avguštin Hallerstein, slovenski misijonar, diplomat, matematik, astronom († 1774)
- 1750 – Antonio Salieri, italijanski skladatelj, dirigent († 1825)
- 1778 – Faddej Faddejevič Bellinsgauzen - Fabian Gottlieb von Bellingshausen, ruski raziskovalec († 1852)
- 1824 – Pierre-Émile Martin, francoski inženir († 1915)
- 1830 – Franc Jožef, avstrijski cesar († 1916)
- 1841 – Robert Williams Buchanan, angleški pesnik, pisatelj, dramatik († 1901)
- 1856 – Ahad Ha'am, s pravim imenom Asher Zvi Hirsch Ginsberg, judovski mislec in sionist († 1927)
- 1868 – Reynold Alleyne Nicholson, angleški orientalist in raziskovalec islama († 1945)
- 1873 – Leo Slezak, avstrijski operni pevec, komik († 1946)
- 1890 – Walther Emanuel Funk, nemški nacistični ekonomist († 1960)
- 1893 – Frank Linke-Crawford, avstro-ogrski vojaški pilot, letalski as († 1918)
- 1905 –
  - Oskar Hudales, slovenski pisatelj († 1968)
  - Milena Mohorič, slovenska germanistka, pesnica in prevajalka († 1982)
- 1906 – Marcel Carné, francoski filmski režiser († 1996)
- 1913 – Gaetano Kanizsa, italijanski psiholog in umetnik († 1993)
- 1915 – Joseph Arthur Ankrah, ganski general in politik († 1992)
- 1918 – Elsa Morante, italijanska pisateljica, pesnica († 1985)
- 1919 – Walter Joseph Hickel, ameriški politik in poslovnež († 2010)
- 1920 – Juan Soriano, mehiški kipar in slikar († 2006)
- 1932 – Luc Montagnier, francoski virolog, nobelovec 2008
- 1933 –
  - Roman Polański, poljski filmski režiser
  - Just Fontaine, francoski nogometaš in trener
- 1942 – Radko Polič, slovenski igralec
- 1943 – Gianni Rivera, italijanski nogometaš in politik
- 1969 – Edward Norton, ameriški filmski igralec, producent, režiser
- 1976 – Michael Greis, nemški biatlonec
- 2001 – Alexander Steen Olsen, norveški alpski smučar

## Smrti
- 440 – Sikst III., papež (možen datum smrti je tudi 19. avgust) (* okrog 390)
- 648 – Fang Šuanling, kitajski državnik, pisec Knjige Džina (* 579)
- 849 – Walafrid Strabo, nemški menih, teolog, pesnik (* 808)
- 1095 – Olaf I., danski kralj (* 1058)
- 1227 – Džingiskan, mongolski vladar (* 1160)
- 1258 – Teodor II. Laskaris, nikejski cesar (* 1221)
- 1276 – papež Hadrijan V. (* 1205)
- 1308 – Klara iz Montefalca, italijanska avguštinska opatinja, svetnica (* 1268)
- 1315 – Hodžo Hirotoki, japonski regent (* 1279)
- 1357 – Tomaž II. del Vasto, markiz Saluzza (* 1304)
- 1364 – Malatesta II. Malatesta, italijanski vojskovodja, vladar Riminija (* 1299)
- 1503 – Aleksander VI., papež katalonskega rodu (* 1431)
- 1559 – Pavel IV., papež italijanskega rodu (* 1476)
- 1765 – Franc I. Štefan Lotarinški, rimsko-nemški cesar (* 1708)
- 1803 – James Beattie, škotski pesnik, pisatelj in razsvetljenski filozof (* 1735)
- 1823 – Andre-Jacques Garnerin, francoski letalec, izumitelj padala (* 1769)
- 1842 – Louis-Claude de Saulces de Freycinet, francoski pomorski častnik, kartograf (* 1779)
- 1850 – Honoré de Balzac, francoski pisatelj (* 1799)
- 1865 – Aleksandros Mavrokordatos, grški državnik (* 1791)
- 1872 – Petar Preradović, hrvaški pesnik (* 1818)
- 1896 – Richard Avenarius, nemško-švicarski filozof (* 1843)
- 1915 – Tevfik Fikret, turški pesnik (* 1867)
- 1932 – Pero Pajk, slovenski esejist, književni zgodovinar, prešernoslovec (* 1908)
- 1942 – Jože Lacko, slovenski partizan, član CK KPS in narodni heroj (* 1894)
- 1963 – Clifford Odets, ameriški dramatik, aktivist (* 1906)
- 1983 – Aleksandar Ranković, jugoslovanski (srbski) politik (*1909)
- 1990 – B. F. Skinner, ameriški psiholog (* 1904)
- 2007 – Rajko Koritnik, slovenski operni pevec, tenorist (* 1930)
- 2019 – Ivan Oman, slovenski kmet, publicist in politik (* 1929)
- 2024 – Alain Delon, francoski filmski in gledališki igralec (* 1935)